# Pseudotrichia rubiginosa
Pseudotrichia rubiginosa е вид коремоного от семейство Hygromiidae.

## Разпространение
Видът е разпространен в Австрия, Албания, Белгия, България, Великобритания, Германия, Естония, Италия, Латвия, Литва, Молдова, Нидерландия, Полша, Румъния, Русия (Калининград), Словакия, Украйна, Унгария, Хърватия, Чехия и Швеция.